# Sławolub
Sławolub, (Slavoljub) — imię słowiańskie utworzone z członów: "sława" (sława) i "lub" (kochać, lubić). Popularne głównie w krajach południowosłowiańskich. W Polsce nienotowane w dawnych dokumentach ani obecnie. 
Znane osoby noszące to imię:
- Slavoljub Marjanović — serbski szachista i trener szachowy, arcymistrz
- Slavoljub Muslin - serbski piłkarz
- Eduard Slavoljub Penkala, chorwacki inżynier, wynalazca i konstruktor